# Parti de l'indépendance et du travail
Le Parti de l'indépendance et du travail (PIT) est un parti politique sénégalais.

## Histoire
Issu du Parti africain de l'indépendance (PAI) fondé en 1957, il est officiellement créé le 9 juillet 1981.
Le PIT participe aux élections législatives de 1983 et recueille 0,55 % des voix sans obtenir de siège à l'Assemblée nationale. Son responsable est alors Seydou Cissokho.
Signataire de manifeste du (PAI) à Thiès en 1957.
Frappé de clandestinité après les premières élections  après indépendances, le parti est contraint à la clandestinité jusqu'à l'ouverture politique sous Abdou Diouf.,
Aux élections législatives de 1998 le parti obtient un siège.
Le PIT soutient Abdoulaye Wade lors de l'élection présidentielle de 2000 et intègre le gouvernement après la victoire de celui-ci. Mais des différends surgissent et le PIT est exclu du nouveau gouvernement huit mois plus tard.
Dès lors le PIT rejoint les rangs de l'opposition.
Lors des élections législatives de 2001, le PIT remporte 10 854 voix, soit 0,6 %, et obtient un siège sur les 120 que compte alors l'Assemblée nationale.
Il est l'un des partis ayant choisi le boycott lors des élections législatives de 2007. Les principaux partis de l’opposition, (Rewmi, le Parti socialiste, l’Alliance des forces de progrès et la Ligue démocratique/Mouvement pour le parti du travail), réunis dans le Front Siggil Sénégaal, ont décidé de boycotter ces élections, devant le refus du gouvernement d’accepter un audit du fichier électoral.
Ce mot d'ordre semble avoir été entendu puisque sur les 5 002 533 électeurs inscrits, 1 738 185 se sont rendus aux urnes, soit 34,7 %. À titre de comparaison, le taux de participation avait été de 67,4 % lors des élections législatives de 2001. La percée du Benno Siggil Senegaal s'est confirmée lors des élections municipales en 2009 en prenant la ville de Dakar et sa banlieue, St Louis ou Louga.
Lors du dernier Congrès en mai 2010, Amath Dansokho, leader populaire, ancien maire de Kédougou laisse sa place à Maguette Thiam, professeur et universitaire en Mathématiques
Le PIT est très implanté dans les villes de Kédougou, Dakar et sa banlieue, Thiès, Tanbacounda, Saint Louis, Louga et dans la région de Dakar, Ferlo et surtout du Sénégal Orientales.
Le PIT participe activement au Benno Siggil Senegaal, principale force d'opposition au Sénégal. Une candidature unique du Benno Siggil Senegaal est envisagée pour les élections présidentielles de 2012,.
Le 23 août 2019, Amath Dansokho ancien leader populaire du parti décède.
Le 7 avril 2024, Magatte Thiam chef du parti décède.

## Orientation
C'est un parti de gauche.
Il se bat pour la démocratie, la justice sociale, l'égalité, la paix, pour le développement économique et social du Sénégal. Il lutte contre la corruption, le despotisme, le libéralisme, l'impérialisme. Il se bat auprès des populations ouvrières, paysannes, employés et au chômage.
Le PIT se présente comme social, national, démocratique, laïque et internationaliste. Il est d'inspiration communiste.

## Symboles
Sa couleur est le rouge. Son drapeau est également rouge avec un marteau et une houe.

## Organisation
Son siège se trouve à Dakar.
Il est en lien avec de nombreuses organisations syndicales et associatives. Il est en lien étroit avec une organisation jeunesse, l'UJDAN (Union de la Jeunesse Démocratique Alboury Ndiaye). Dans les Universités, il est en lien avec l'organisation étudiante, le MEEPIT.
Le PIT publie deux périodiques, Daan Doole (Le Travailleur), un mensuel lancé en 1982 et Gestu.